# 浅子覚
浅子 覚（あさこ さとる、1971年3月2日 - ）は、日本の元男性プロレスラー、柔道整復師。
引退後は2017年まで、プロレスリング・ノア専属メディカルトレーナーとして活動した。
愛称は「リーダー」。

## 来歴
埼玉県大宮市（現：さいたま市）出身。大宮市立春里中学校、埼玉県立浦和東高等学校出身で、新日本プロレス学校に入校した。
元々から全日本プロレスに憧れていたが、事情あって新日本プロレス学校に入学。浅子と一緒に練習していた西村修の話によると、浅子は非国民的な扱いを受けながらも黙々と練習に励んでいたそうである。1990年に全日本プロレスへ入門。背も低く、体も小さかったので、ジャイアント馬場は当初入団に難色を示していたが、丁度SWSへの選手の大量離脱があり、レスラー不足から入門を認められたと言われている。1991年4月4日岡山武道館でのリチャード・スリンガー、浅子覚組対百田光雄、井上雅央組でプロレスデビューを飾る。
三沢光晴率いる超世代軍の一員として活動。ジュニアのエースとして期待され、三沢からはタイガーマスク時代の必殺技・ウルトラタイガードロップを伝授された。後期には大森隆男、高山善廣が結成したユニット「ノーフィアー」に、リーダーとして加入。ノーフィアーにおける浅子のリーダーとしての仕事はサプリメントの支給、キャプテン大森、ボス高山のメンタル面のケアが主だったと後に高山は語っている。
全日本が分裂した際、浅子は三沢が設立したプロレスリング・ノアに移籍する。2001年9月5日には当時GHCジュニアヘビー級王者だった金丸義信とタイトルマッチを行う。結果は23分27秒、垂直落下式ブレーンバスターで敗北。
2001年11月、試合中に首を負傷。浅子もその後、復帰を目指してリハビリに努めていたが、2002年7月に引退を発表した。2002年7月26日に浅子の引退試合が代々木第二体育館にて実施され、浅子本人の希望で超世代軍時代の仲間でもある三沢、小橋建太とのタッグを結成し田上明、井上雅央、橋誠組と対戦した。引退試合の入場は三沢、小橋、浅子ともその当時既に用いていなかった超世代軍時代の衣装・入場曲を用いた。試合は怪我をしている首を狙われ、終始苦戦を強いられたが三沢、小橋との連携から雪崩式フランケンシュタイナー、SDAとたたみかけ、橋からピンフォールを奪い取った。
引退後は三沢から勧められ、整骨院での実践教育と専門学校での勉強を行いながらノアのトレーナーに転向した。選手の試合後のケアなどを行っている。プロレスリング・ノア中継の解説も担当し、並行して二度ほどレフェリーも務めた。レフェリングは、コメディタッチである。
2006年、柔道整復師の試験に合格した。ノアでのトレーナー業務と整骨院での実践教育を兼務しながらの必死の猛勉強だったらしく、試験当日の夜には高山や鈴木みのるらから「お疲れ様会」が開かれたと言う。この資格により、臨機応変に「メディカルトレーナー」として働くことが出来るようになった。
また浅子が資格を取得するまでの猛勉強はプロレスラー廃業した後の転職の難しさを物語り、三沢や秋山準らがレスラー引退後の土台作りが必要であると考えさせられ、秋山の副業を興す理由の一つともなっている。
ノアでの職務と並行し、ノア公認の接骨院「あさこ接骨院」を千葉県市川市行徳にて経営している。2017年にノアのメディカルトレーナーを退職し、以降は、行徳での接骨院経営に専念している。

## 得意技
SDA（スーパー・ドライブ・アサコ）
相手をツームストーン・パイルドライバーの要領で抱え上げて、みちのくドライバーIIのような形で落とす。変形のリバース・パイルドライバー。90年代後半から引退までのメイン・フェイバリットホールド。
マックスペイン
うつ伏せ寝の相手の両足を両手両足で抱え込んで決める変形の逆エビ固め。選手生活晩年のフェイバリットホールド。
フラッシュボンバー
腕取り式の変形フィッシャーマンズバスター。
スパイラルフォール
ケブラドーラ・コン・ヒーロの要領で抱え上げてからパワーボムの形で落とす技。
雪崩式フランケンシュタイナー
雪崩式フランケンシュタイナーを初めて全日本プロレスに持ち込んだのは浅子覚である。
ウルトラ・タイガー・ドロップ
若手時代の決め技。浅子が付人をつとめた三沢がタイガーマスク時代に得意としていた空中殺法で、トップロープから前転しながら相手にぶつかっていく。三沢から直伝された。

## 入場テーマ曲
- VIBRATIONS
- CRYING IN THE BLAZE
- SDA